# Nacionalismo econômico
Nacionalismo econômico (português brasileiro) ou nacionalismo económico (português europeu) é uma ideologia econômica que favorece o intervencionismo estatal com políticas como controle doméstico da economia, trabalho e formação de capital, inclusive caso seja necessária a imposição de tarifas e outras restrições sobre o movimento de capital, bens e trabalho. A crença central do nacionalismo econômico é que a economia deve servir aos objetivos nacionalistas.
Defensores do nacionalismo econômico se opõem à globalização, ou pelo menos questionam os benefícios do livre-comércio irrestrito. Eles favorecem o protecionismo e defendem a autossuficiência. Para eles, os mercados devem ser subordinados ao Estado e servir aos interesses do mesmo. Também tendem a ver o comércio internacional como soma-zero, onde não há ganhos mútuos. O mercantilismo e o neomercantilismo são tidos como variantes proeminentes do nacionalismo econômico.
O nacionalismo econômico tende a enfatizar a industrialização e o auxílio do Estado às indústrias, devido a crenças de que a indústria tem efeitos positivos no resto da economia, aumenta a autossuficiência e a autonomia política do país, além de ser um aspecto crucial na construção do poder militar.

## História
Por volta do século XIX, com o governo italiano tendo ignorado a indústria italiana em favor do comércio com a França e, aparentemente, se contentado em ver outras potências europeias se modernizarem e ganharem influência por meio de suas colônias, os pensadores econômicos italianos começaram a gravitar em torno das teorias de Fredrich List. Lideradas por economistas italianos como Alessandro Rossi, políticas protecionistas ganharam força e vários grupos começaram a pressionar o governo, desde fabricantes de têxteis a fabricantes de cerâmica. O impulso para a industrialização e o protecionismo rapidamente levou a Itália à uma crise econômica em 1887, expondo os problemas industriais italianos.
A diversidade étnica do Império Austro-Húngaro o tornou um caso incomum de ascensão do nacionalismo europeu. Sua queda, embora causada principalmente pela derrota na Primeira Guerra Mundial, também foi causada pela falta de integração econômica e política entre austríacos e eslavos. Embora a Hungria dependesse economicamente da Áustria, uma vez que a última fornecia um mercado consumidor para a produção agrícola húngara, havia uma profunda divisão social e econômica entre os austríacos e os eslavos, que boicotaram e protestaram contra o domínio austríaco em favor de mais autonomia nos Bálcãs. As regiões do império começaram a usar formas de discriminação de preços para fortalecer as economias nacionais e o comércio intra-império começou a falhar. Os preços dos grãos flutuaram em todo o império após a década de 1880 até a Primeira Guerra Mundial, contudo, o comércio de grãos entre territórios predominantemente austríacos, ou predominantemente eslavos, levou a uma redução gradual nos preços dos grãos da década de 1870 até Primeira Guerra Mundial. Isso ocorreu principalmente devido ao aumento da presença de ferrovias no final de 1800. No geral, os preços dos grãos eram mais baratos e a diferença de preços era menor, quando os dois territórios comerciais se assemelhavam linguística e etnicamente.
Na Conferência Financeira sobre Inflação em setembro de 1974, um tópico de discussão foi a dissolução gradual das barreiras econômicas ao movimento de bens, pessoas e serviços através das fronteiras depois da Segunda Guerra Mundial. De acordo com William E. Simon, que era Secretário do Tesouro dos EUA na época, havia a preocupação de que a inflação motivaria o nacionalismo econômico: "Isso teve um efeito extremamente benéfico; nacionalismo".

## Filosofia
Apesar dos fundamentos filosóficos do nacionalismo econômico serem difíceis de rastrear devido à longa história da ideologia e seu apelo único a diferentes grupos, é possível determinar que seus quatro pilares gerais vêm de suas raízes políticas, culturais, econômicas e sociais. Durante o final do século XIX e início do século XX, isso significou uma ênfase no protecionismo, aumento do papel do governo e até mesmo no colonialismo, pois esse era um meio de modificar a cultura e o credo de um país ocupado.
Tanto na Alemanha quanto na Itália, Fredrich List desempenhou um papel no aumento do nacionalismo econômico durante o século XIX. List reuniu elementos da teoria econômica e da identidade nacional, pois postulou que a qualidade de vida de um indivíduo estava em correlação com o sucesso de seu país e era um conhecido proponente de tarifas sobre os EUA. As ideias de List sobre economia e nacionalismo desafiaram diretamente as teorias econômicas de Adam Smith, já que List sentiu que Smith reduzia demais o papel da identidade nacional e favorecia uma abordagem globalizada que ignorava certas complexidades da vida política.
Termos como "patriotismo econômico" e "populismo econômico" chegam a ser usados para se referir ao nacionalismo econômico. Embora a criação do termo "patriotismo econômico" tenha sido atribuída ao parlamentar francês Bernard Carayon, há evidências de que está em uso desde antes. Em uma das primeiras instâncias de seu uso, William Safire em 1985, ao defender a proposta do então presidente dos EUA Ronald Reagan do sistema de defesa antimísseis da Iniciativa de Defesa Estratégica, escreveu: "Nosso denominador comum é o nacionalismo - patriotismo militar e econômico - que nos inclina para o lado do defesa nacional generalizada".

## Exemplos recentes
Alguns exemplos de nacionalismo econômico são a escola americana de Henry Clay, a criação do Ministério do Comércio Internacional e Indústria (Ministry of International Trade and Industry, MITI) pelo Japão durante o milagre econômico japonês, a imposição de controle na disposição de capital pela Malásia durante a crise asiática de 1997, a troca controlada de yuans na República Popular da China, a política da Argentina sobre tarifas e desvalorização da moeda na crise econômica argentina de 2001 e o uso de pelos EUA para proteger a produção nacional de aço.
Estes exemplos tornaram-se mais visíveis a partir de 2005 e 2006 com a intervenção de vários governos para impedir a aquisição de empresas nacionais por empresas estrangeiras:
- A proposta de aquisição da Arcelor (Espanha, França e Luxemburgo) pela Mittal Steel (Índia);[15]
- A listagem governamental francesa da Danone (França) como uma "indústria estratégica" para evitar uma potencial oferta de aquisição pela PepsiCo (EUA);[16][10]
- A aquisição bloqueada da Atlantia (Itália), uma operadora de rodovias com pedágio, pela empresa Abertis (Espanha);[17]
- A proposta de aquisição da Endesa (Espanha) pela E.ON (Alemanha) e contra-oferta da Naturgy (Espanha);[18]
- A proposta de aquisição da Suez (França) pela Enel (Itália) e a contraproposta da Gaz de France (França);[19]
- A oposição do Congresso dos EUA à oferta de aquisição da Unocal (EUA) pela CNOOC (República Popular da China) e a subsequente aquisição pela Chevron (EUA);[20]
- A oposição política à venda de negócios de gestão portuária em seis grandes portos estadunidenses para o DP World (Emirados Árabes Unidos) em 2006;[20]
- A limitação da participação estrangeira e propriedade nos setores de recursos naturais da Rússia, além de indústrias russas selecionadas, a partir de 2008.[21][22]

O estabelecimento da UE levou, em parte, a um recente ressurgimento do nacionalismo econômico. A Europa Ocidental tornou-se mais globalizada após a Segunda Guerra Mundial, abraçando a integração econômica e introduzindo o euro como moeda. Apesar disso ter gerado impactos econômicos positivos, como aumentos salariais, a partir da década de 1990 até a Grande Recessão, houve uma crescente desconfiança nesse sistema globalizado. Com crescente desigualdade de renda e pouca proteção contra possíveis crises, muitos europeus começaram a abraçar o nacionalismo econômico. Isso ocorre porque os nacionalistas europeus modernos veem a economia de sua nação se tornando geralmente mais globalizada às custas de seu próprio status econômico, com aqueles que perdem seus empregos devido à globalização sendo mais facilmente atraídos por partidos/políticos economicamente nacionalistas.
Embora algumas nações europeias tenham sido impactadas de forma diferente, as nações que viram uma maior exposição ao estoque comercial da República Popular da China passaram a apoiar políticas mais nacionalistas e protecionistas. Embora o choque tenha ocorrido na década de 1980, seus efeitos econômicos ainda impactam o eleitorado europeu hoje. Em particular, a votação do Brexit mostrou esse impacto, pois as regiões mais afetadas pelo choque comercial ainda eram economicamente fracas em termos de PIB per capita em comparação com outras regiões como Londres, mesmo uma década depois. Há uma forte correlação positiva nas regiões mais impactadas pelo choque comercial da República Popular da China e um aumento nos votos a favor da saída do Reino Unido da UE.
A imigração desempenha um papel importante na política dos nacionalistas econômicos modernos. Com um afluxo considerável de imigração, particularmente de partes do leste europeu e do Oriente Médio, aqueles que gravitam em torno do nacionalismo econômico descobrem que sua identidade e cultura foram diluídas pelo aumento da imigração. Entretanto, estudos indicam pequenas melhorias tanto no emprego quanto no salário de nativos quando colocados em competição com os imigrantes.

## Críticas
O cientista social estadunidense Raymond Leslie Buell alega que o nacionalismo econômico contribuiu para a competição e a guerra entre os estados, pois eles foram motivados a anexar territórios contendo recursos, mercados e portos marítimos.
Se argumenta que a preferência do consumidor pelos produtos locais confere aos produtores locais mais poder de mercado e permite que eles aumentem preços, obtenham maiores lucros ou mantenham custos de produção e salários mais elevados ou procedimentos obsoletos ou não competitivos com os do exterior. Os consumidores que privilegiam os produtos locais podem ser explorados por uma política de maximização do lucro dos produtores locais. Um exemplo citado é uma política protecionista nos EUA, a qual impôs tarifas sobre carros importados, dando aos produtores locais (como Ford e General Motors) poder de mercado que lhes permitiu aumentar o preço dos carros, o que afetou negativamente os consumidores estadunidenses que enfrentaram menos escolhas e preços mais altos.